# رعنا منصور
رعنا منصور (زادهٔ ۲۵ آبان ۱۳۶۰ در الکساندریا، ویرجینیا)، خواننده و نوازندهٔ ایرانی زادهٔ ایالات متحده آمریکا است. او در گفتگویی با پلاک ۵۲ عنوان می‌کند که در خانواده‌ای هنرمند به دنیا آمده و پدرش یکی از عکاسان و فیلم‌برداران شاخص تلویزیون ملی ایران و مادرش نیز یکی از تهیه‌کنندگان و کارگردانان آن تلویزیون قبل از انقلاب بوده‌اند.

## فعالیت‌ها
رعنا منصور در سال‌های اخیر و با انتشار ترانه‌های فارسی‌زبان و نخستین آلبوم فارسی، به اجرای کنسرت در شهرهای مختلف اروپا و آمریکا پرداخت که می‌توان حضور در جشنواره‌های تیرگان در تورنتو، نیکان در سان‌فرانسیسکو را در این میان نام برد. رعنا منصور قبل از فعالیت حرفه‌ای در حوزهٔ موسیقی، به‌عنوان مدیر آنلاین کارگزاری ارزش‌آفرین الوند مشغول بود و در این مدت بودجهٔ آنلاین کارگزاری را تهیه و تدوین می‌کرد.
وی سابقهٔ حضور و اجرای زنده در شبکه‌های تلویزیونی فارسی‌زبان از جمله صدای آمریکا، بی‌بی‌سی فارسی و من و تو را دارد؛ که می‌توان از میان آن‌ها به اجرای برنامهٔ نوروز ۱۳۹۴ و حضور در برنامهٔ استیج از شبکه من و تو را اشاره کرد.
در اسفند ۱۳۹۵ رعنا منصور در برنامهٔ نیم‌قرن با ابراهیم حامدی (ابی) که توسط شبکهٔ تلویزیونی من و تو برای گرامیداشت پنجاه سال فعالیت هنری وی، ترانه‌های «کی اشکاتو پاک می‌کنه» و «شب‌زده» را اجرا کرد.
او با حضور در برنامه ویس آلمان آهنگ برای... شروین حاجی پور را به زبان انگلیسی و با پیانو خواند.

## زندگی شخصی
اروین خاچیکیان (همسر سابق)

## آلبوم‌ها
- ۱۳۹۴، رعنا منصور:[۷]

1. اگه حال منو داشتی
2. بارون
3. انگار
4. مهتاب
5. می‌شه مگه
6. نرده‌بون
7. لالایی (Lullabye)
8. یه راز
9. شوهر پولدار
10. شراب
11. انگار (ریمیکس)
12. مهتاب (ریمیکس)

- ۱۳۹۸، عشق ناب:

1. مرداب تنهایی
2. خواستم اما نشد
3. تقاص عشق
4. دوست دارم
5. حواست نیست
6. فاصله
7. برزخ
8. می‌پرسم
9. فریاد کهنه
10. زن
11. تقاص عشق (ریمیکس)

## ترانه‌ها
- می‌پرسم (اجرا شده در برنامهٔ استیج)
- دست شب (به‌همراه حامد نیک‌پی)
- این عشق (موسیقی به همراهی بابک امینی)
- تنهایی (به‌همراه شروین)
- بارون بارونه
- زیر بارون
- بی‌معرفت